# Muchtar Auezow
Muchtar Omarchanowicz Auezow, kaz. Мұхтар Омарханұлы Әуезов (ur. 16 września?/28 września 1897 w powiecie semejskim w obwodzie semipałatyńskim, zm. 27 czerwca 1961 w Moskwie) – kazachski pisarz. 

## Życiorys
Po ukończeniu szkoły i seminarium nauczycielskiego studiował na Wydziale Filologicznym Uniwersytetu Leningradzkiego (Petersburskiego), później na aspiranturze Uniwersytetu Środkowoazjatyckiego. Był profesorem uniwersytetu w Ałma-Acie, przewodniczącym Związku Pisarzy Kazachstanu i członkiem Kazachskiej Akademii Nauk. Napisał powieść Syn Kazachstanu. Był autorem monografii o eposie kazachskim oraz współautorem książki o historii literatury kazachskiej. Pisał również dramaty, opowiadania oraz dokonywał przekładów. W 1961 udał się na leczenie do Moskwy, gdzie zmarł podczas operacji. Jego imieniem nazwano teatry i ulice.

## Nagrody i odznaczenia
- Order Lenina (1957)
- Order Czerwonego Sztandaru Pracy (dwukrotnie, 1945 i 1956)
- Order „Znak Honoru” (1949)
- Nagroda Stalinowska I stopnia (1949)
- Nagroda Leninowska (1959)